# Henry Wells
Henry Wells (12 de dezembro de 1805 — 10 de dezembro de 1878) foi um homem de negócios estadunidense que teve grande importância na história da American Express e da Welss Fargo.

## American Express e Wells Fargo
Em 1850, Henry fundou a Well, Butterfield & Company com John Butterfield. No mesmo ano, a American Express foi fundada como a consolidação da Well & Company; Livingston, Fargo & Company; e Wells, Butterfield & Copmany. Henry foi presidente da American Express de 1850 a 1868.
À medida em que John Butterfield e outros diretores da American Express se recusaram a permitir a extensão da empresa para a Califórnia, Henry organizou a Wells, Fargo & Company em 18 de março de 1852, para realizar o seu objetivo. Edwin B. Morgan de Aurora foi o primeiro presidente da empresa e Henry, William Fargo, Johnston Livingston e James McKay estavam nos conselhos tanto da Wells Fargo como da American Express. 
Em setembro de 1853, a Wells Fargo & Company comprou a Livingston, Wells & Company, que era sua correspondente na Inglaterra, na França e na Alemanha para serviços bancários.
Henry foi presidente do New Granada Canal & Steam Navigation Company em 1855. Em Aurora, ele foi presidente do First National Bank of Aurora e, em 1867, também presidiu a Cayuga Lake Railroad.

## Vida Posterior
Henry se aposentou do conselho da Wells Fargo em 1867. Ele também se aposentou da presidência da American Express em 1868 quando a empresa foi fundida à Merchants Union Express Company sob a presidência de William Fargo. Ainda em 1868 Henry fundou a Wells College em Aurora com a missão de torna-la a primeira universidade de mulheres dos Estados Unidos.
Uma das últimas empreitadas de Henry foi a Arizona & New México Express Company, na qual ele foi presidente em 1876.